# Klaus Stüwe
Klaus Stüwe (* 4. Mai 1966) ist ein deutscher Politikwissenschaftler und Inhaber des Lehrstuhls für Vergleichende Politikwissenschaft an der Katholischen Universität Eichstätt-Ingolstadt. Zudem ist er Vizepräsident für Internationales und Profilentwicklung an dieser Universität.

## Leben
Klaus Stüwe besuchte das Franz-Ludwig-Gymnasium in Bamberg und legte dort 1985 das Abitur ab. Danach studierte er Politikwissenschaft, Geschichte, Anthropologie, Christliche Gesellschaftslehre und Archäologie an der Katholischen Universität Eichstätt-Ingolstadt und der Catholic University of America in Washington, D.C. Nach seinem Abschluss als Magister Artium 1993 war er wissenschaftlicher Mitarbeiter am Lehrstuhl für Politikwissenschaft I der Universität Eichstätt, nach der Promotion zum Dr. phil. 1996 wissenschaftlicher Assistent. Die Habilitation erfolgte im Jahr 2002. Für seine Habilitationsschrift Die Rede des Kanzlers erhielt er 2002 den Preis der Eichstätter Universitätsgesellschaft für die beste wissenschaftliche Arbeit.
2001 wurde Stüwe Fachvertreter für Politische Systemlehre und Vergleichende Politikwissenschaft. Im Jahr 2006 wurde er zum Außerplanmäßigen Professor an der Katholischen Universität Eichstätt-Ingolstadt ernannt. Von 2006 bis 2014 war er Leiter des Bachelorstudiengangs Politik und Gesellschaft (Soziologie und Politikwissenschaft). 2013 war er von Juli bis September Gastprofessor an der Sogang University in Seoul (Südkorea). Seit 2014 ist Stüwe Direktor des Zentralinstituts für Ehe und Familie in der Gesellschaft (ZFG). Seit 2015 ist er Programmbeauftragter des Deutsch-Französischen Integrierten Studiengangs Politikwissenschaft (BA/MA). 2015 lehnte er einen Ruf an die TU Chemnitz ab und nahm den Ruf auf den W3-Lehrstuhl für Vergleichende Politikwissenschaft der Katholischen Universität Eichstätt-Ingolstadt an.
Stüwes Forschungsschwerpunkte sind unter anderem die politischen Systeme Deutschlands, der USA und Südkoreas sowie Verfassungsgerichtsbarkeit, politische Kommunikation, Familienpolitik und innere Sicherheit. Er hat zahlreiche wissenschaftliche Arbeiten publiziert und ist darüber hinaus Mitglied mehrerer Wissenschaftsgremien und Organisationen. Er ist Berater der Deutschen Bischofskonferenz. Von 2006 bis 2018 war er Mitglied im Zentralkomitee der deutschen Katholiken. Zudem ist er seit 2007 Vertrauensdozent der Konrad-Adenauer-Stiftung an den Hochschulstandorten Eichstätt und Ingolstadt.
Im Oktober 2016 wurde er für fünf Jahre zum Vizepräsidenten für Internationales und Profilentwicklung gewählt.

## Schriften
- Die Opposition im Bundestag und das Bundesverfassungsgericht: Das verfassungsgerichtliche Verfahren als Kontrollinstrument der parlamentarischen Minderheit. Nomos, Baden-Baden 1997, ISBN 3-7890-4877-1.
- mit Gregor Weber, Helmut Witetschek (Hrsg.): Geisteswissenschaften und Wissenschaftspolitik an der Schwelle zum dritten Jahrtausend. Leske + Budrich, Opladen 2000, ISBN 3-8100-2677-8.
- mit Helmut Witetschek: Rei Publicae et Ecclesiae. Wißner, Augsburg 2001, ISBN 3-89639-264-6.
- (Hrsg.): Die großen Regierungserklärungen der deutschen Bundeskanzler von Adenauer bis Schröder. Leske und Budrich, Opladen 2002, ISBN 3-8100-3220-4.
- (Hrsg.), Gregor Weber (Herausgeber): Antike und moderne Demokratie. Ausgewählte Texte. (= Reclams Universal-Bibliothek. Nr. 18314). Reclam, Stuttgart 2004, ISBN 3-15-018314-6.
- mit Birgit Stüwe (Hrsg.): American Political Speeches. Reclam, Stuttgart 2005, ISBN 3-15-009137-3.
- mit Stefan Rinke (Hrsg.): Die politischen Systeme in Nord- und Lateinamerika: Eine Einführung. VS Verlag für Sozialwissenschaften, Wiesbaden 2008, ISBN 978-3-531-14252-4.
- Das Bundesverfassungsgericht: Eine Einführung (Studienbücher Politisches System der Bundesrepublik Deutschland). VS Verlag für Sozialwissenschaften, Wiesbaden 2007, ISBN 3-531-14891-5.
- mit Nils Goldschmidt, Frank Zschaler (Hrsg.): Arbeitswelt und Sozialstaat in einer globalisierten Gesellschaft. Deutsch-koreanische Betrachtungen. Lit Verlag, Berlin/Münster 2009, ISBN 978-3-643-10355-0.
- mit Eveline Hermannseder (Hrsg.): Die Wiedervereinigung geteilter Nationen: Erfahrungen aus Deutschland und Perspektiven für Korea. Lit Verlag, Berlin/Münster 2011, ISBN 978-3-643-11253-8.
- USA. Wochenschau-Verlag, Schwalbach am Taunus 2013, ISBN 978-3-89974-637-2.
- mit Eveline Hermannseder (Hrsg.): Migration und Integration als transnationale Herausforderung. VS Verlag für Sozialwissenschaften, Wiesbaden 2015, ISBN 978-3-658-11644-6.
- (Hrsg.): Religion und Politik in der freiheitlichen Demokratie / Religion and Politics in Liberal Democracy. Verlag Duncker und Humblot, Berlin 2018, ISBN 978-3-428-15414-2.